# Ewelina Wilińska
Ewelina Wilińska z domu Polak (ur. 17 kwietnia 1993) – polska siatkarka, grająca na pozycji rozgrywającej. Reprezentantka Polski juniorek, a wcześniej kadetek. Jest wychowanką klubu Sparta Warszawa, w którym odnosiła wiele sukcesów w Mistrzostwach Polski juniorek.

## Sukcesy klubowe

### młodzieżowe
Mistrzostwa Polski Młodziczek:
- 2006, 2008

Mistrzostwa Ogólnopolskiej Olimpiady Młodzieży Juniorek Młodszych:
- 2008

Mistrzostwa Polski Kadetek:
- 2008, 2009, 2010

Ogólnopolska Olimpiada Młodzieży:
- 2010
- 2009

Mistrzostwa Polski Juniorek:
- 2011
- 2010

### seniorskie
Superpuchar Polski:
- 2017, 2019

Puchar Polski:
- 2018, 2020

Mistrzostwo Polski:
- 2020
- 2018, 2023[6], 2025[7]